# En'yū
L'emperador En'yū (円 融 天皇, En'yū-Tennō, 959-991) va ser el 64è emperador del Japó, segons l'ordre tradicional de successió. Va regnar entre 969 i 984. Abans de ser ascendit al Tron de Crisantem, el seu nom personal (imina) era Príncep Imperial Morihiro (Morihiro-shinnō).